# Yayoi Kusama
Yayoi Kusama (草間 彌生, Kusama Yayoi, parfois écrit 草間 弥生), née le 22 mars 1929 à Matsumoto (préfecture de Nagano), est une artiste contemporaine japonaise avant-gardiste, peintre, sculptrice et écrivaine.
Elle utilise souvent des pois et des couleurs sur ses œuvres.

## Biographie

### Enfance et premiers travaux
Née en 1929 à Matsumoto, Yayoi Kusama est la benjamine d’une fratrie de quatre enfants d’une famille aisée, dont la fortune est issue de la gestion de pépinières et de la vente de graines. Elle est élève à l’école élémentaire Kamata et au collège de filles de sa ville natale.
Le 7 décembre 1941, l’attaque de Pearl Harbor marque l'entrée des Japonais dans la guerre du pacifique. Yayoi Kusama, ainsi que d’autres enfants de son âge, est mobilisée pour confectionner des parachutes et des uniformes militaires à l’usine Kureha Textile. Cependant, malgré les conditions pénibles dans lesquelles elle travaille, Yayoi Kusama dessine comme elle l’a toujours fait depuis son enfance. En effet, Yayoi Kusama avait très tôt manifesté un intérêt pour l’art et elle peignait et dessinait déjà à l’âge de dix ans. L’artiste emportait du matériel sur les champs de sa famille et passait des heures à dessiner les fleurs. 
La petite Yayoi dessine pour échapper aux hallucinations dont elle souffre. Lors d’un dîner de famille, la jeune fille fait pour la première fois l’expérience d’une vision qui change sa vie et influencera grandement son œuvre. « Tout a commencé par les hallucinations » affirme Kusama, dont les premiers souvenirs remontent à ses dix ans. « Un jour, après avoir vu, sur la table, la nappe au motif de fleurettes rouges, j'ai porté mon regard vers le plafond. Là, partout, sur la surface de la vitre comme sur celle de la poutre, s'étendaient les formes des fleurettes rouges. Toute la pièce, tout mon corps, tout l'univers en étaient pleins ». Ces taches, ces pois, nourriront son concept de « self obliteration » et seront dès lors omniprésents dans ses œuvres.
Yayoi Kusama expose ses œuvres à l’âge de 16 ans en gagnant le concours de l’Exposition des Arts Régionaux du Zen-Shinshû en 1945 et 1946. La jeune fille poursuit ses études à Kyoto à l’École secondaire supérieure Hiyoshigaoka et y étudie la peinture japonaise traditionnelle (Nihonga) et moderne.
Ses parents, Kamon et particulièrement sa mère Shigeru Kusama, s’opposent à cette décision, les artistes femmes étant rares à cette époque. La relation mère-fille est plus que conflictuelle. Dans son autobiographie, Yayoi Kusama décrit le traitement que lui a fait subir sa mère, une femme au tempérament impétueux qui avait pour habitude de se venger de l’attitude volage de son mari sur la fillette. Il en résulte un besoin d’indépendance et de force de caractère, ainsi qu'une aspiration révolutionnaire de l’artiste.

« Au beau milieu d’une famille aussi toxique que celle-ci, la seule chose pour laquelle je vivais était mon art. Et comme je manquais de sens commun dans mon rapport aux gens et à la société, les conflits avec mon entourage se sont aggravés plus encore. La pression mentale et mon anxiété naturelle se faisaient de plus en plus présentes à mesure que les critiques me visaient, et l’avenir commença à me paraître sombre et répugnant. »

L'enseignement artistique se révèle bien loin de l’idéal qu’elle s’était imaginé. Bientôt dégoûtée par l’immuable hiérarchie typiquement japonaise des rapports de maître à disciple, se sentant étouffée par les méthodes et les règles de la peinture traditionnelle enseignées à l’école, l'étudiante se tourne vers l’art occidental, et améliore sa technique tout en élargissant le spectre de ses capacités en autodidacte.
En mars 1952, Yayoi Kusama organise sa première exposition personnelle à Matsumoto. Couronnée de succès, l’artiste a l’occasion quelques mois plus tard de présenter plusieurs autres expositions personnelles à Tokyo ainsi que dans d’autres grandes villes du Japon. Chacune des expositions contient un nombre d’œuvres considérable (plus de 250). Malgré cette notoriété prometteuse, Yayoi Kusama, décidée depuis bien longtemps à quitter le Japon fait finalement le choix, après avoir envisagé Paris, des États-Unis, un pays qui à l’époque est au centre de l’avant-garde artistique.

### Les États-Unis 1957 - 1973:Self-obliteration, accumulations et environnements
En 1957, grâce au généreux soutien de Georgia O'Keeffe, à qui elle avait un jour écrit une lettre, et après avoir trouvé un sponsor américain, Yayoi Kusama arrive à Seattle.
Cependant c’est à New York que la jeune femme veut s’installer, et celle-ci réalise son rêve dès l’année suivante, en 1958. Sa vie à New York n'est pas de tout repos, et comme elle en témoigne dans son autobiographie, ses maigres économies ne lui permettent pas de manger ni de se loger décemment tout en s’achetant le matériel artistique dont elle a besoin.
Après ses Infinity Net Paintings à la Brata Gallery en 1959, elle expose des photos, collages, installations, avec Joseph Cornell, Jasper Johns, Yves Klein, Piero Manzoni, Claes Oldenburg, et Andy Warhol.
Ses contacts, son talent et son goût pour la provocation la font bientôt de sortir de l’ombre. Donald Judd notamment, artiste américain alors reconnu en tant que critique, ne tarit pas d’éloges pour son amie Yayoi Kusama et l’aide à monter plusieurs expositions.
En 1961, Yayoi Kusama emménage dans un studio juste en dessous de celui de Judd, et vers cette époque qu’elle étend ses créations à la sculpture, et notamment à ses « accumulations ».
L’artiste participe indirectement aux mouvements du Psychédélisme et du Pop Art. À New York elle voit les œuvres de contemporains comme Donald Judd et Andy Warhol, et aussi des artistes de l'École de New York, Mark Rothko, Barnett Newman, et aborde les grands formats,.
En 1960, elle lance son Manifeste de l'oblitération et déclare : « Ma vie est un pois perdu parmi des milliers d'autres pois… ».
À partir des années 1960, Yayoi Kusama est ancrée dans la scène artistique avant-gardiste au même titre que Warhol ou Judd.
Vers le milieu des années 1960, alors que Yayoi Kusama est très populaire aux États-Unis et que la critique est positive, la question de l’autoreprésentation est d’ores et déjà majeure dans le travail de l’artiste et l’on pressent dans ses œuvres une transition vers le happening et la performance.
En 1964, elle présente One Thousand Boat Show à la galerie Gertrude Stein. Avec Driving Images, ce sont alors ses deux œuvres les plus célèbres, mêlant bateau, phallus, obsessions, images, sons, vidéos, mannequins et objets, recouverts de pois ou de macaronis.

### Happenings et performances
En 1966 à New York se déroule le premier happening de Yayoi Kusama, 14th Street Happening, qui a lieu en bas de son loft sur East 14th Street. L’artiste est allongée au beau milieu du trottoir sur un matelas recouvert de formes phalliques protubérantes à motifs de pois.
En 1966 également, Yayoi Kusama participe à la biennale de Venise sans y être invitée et sans autorisation. Aidée par Lucio Fontana, qui avait mis un atelier à sa disposition pour quelques mois, elle déverse dans les canaux 1 500 boules miroitantes devant le pavillon italien et présente ainsi l’œuvre Narcissus garden. Elle y retournera en 1993, officiellement invitée pour représenter le Japon.
Yayoi Kusama donne plusieurs noms à ces performances : « naked performances », car les participants sont souvent nus, ou « body festivals » en collaboration avec des danseurs ou des hippies volontaires.
L’artiste présente aussi ce qu’elle appelle des « anatomic explosions » ou des « naked demonstrations ». Celles-ci, plus choquantes, ont un but idéologique ou politique, et sont parfois interrompues par la police car elles se tiennent le plus souvent dans les lieux touristiques ou de passage.
Parmi les performances les plus célèbres de Yayoi Kusama, sa première performance publique inclut du body-painting : Self-Obliteration, an Audio-Visual-Light Performance au Black-Gate Theater à East Village, New York, en juin 1967, Self-Obliteration Event au Brooklyn Bridge en 1967, les Body Festivals à Tompkins Square et Washington Square, la Naked Demonstration/Anatomic Explosion à Wall Street en 1968, et Grand Orgy to Awaken the Dead at MoMA en 1969.
En 1967, Yayoi Kusama dirige un film de vingt-trois minutes intitulé Kusama’s Self Obliteration, édité et cinématographié par Jud Yalkut. Il combine des footages de divers happenings tenus par Yayoi Kusama. La vidéo obtient plusieurs prix.
L’apogée de ses œuvres performatives est l’année 1968, mais cet élan s’essouffle à partir du début des années 1970, après que Yayoi Kusama a brièvement essayé d’exporter ses performances au Japon.

### Retour au Japon, de 1973 à nos jours
Fatiguée mentalement, Yayoi Kusama rentre définitivement au Japon en 1973,. À partir de 1977, elle vit dans l'hôpital psychiatrique Seiwa (清和病院, Seiwa byōin) à Tokyo. Elle dispose d’un atelier en plus de sa chambre au sein de l’hôpital. Son « studio », lieu de travail de son équipe, est situé de l’autre côté de la rue.
Alors que la plasticienne a acquis la célébrité par des installations avec miroirs, ballons rouges, jouets, au milieu desquels elle se mettait en scène, ses œuvres ultérieures sont des peintures naïves sur carton. En 1986, elle expose au musée des beaux-arts de Calais, en 1993 à la Biennale de Venise, puis en 1998 au Museum of Modern Art (MoMA) de New York avec Love Forever 1958-1968. Le public français la découvre en 2000 lors de l'installation d'Infinity Mirror Room Fireflies on Water au musée des Beaux-Arts de Nancy et en 2001, lors de sa première exposition parisienne à la Maison de la culture du Japon.
Elle expose aux États-Unis à la galerie Gagosian de 2009 à 2012, et elle est représentée en Angleterre par Victoria Miro (en).
Au XXIe siècle, les rétrospectives se multiplient dans les grands musées du monde (dont celle de la Tate Modern en 2012 et celle du Whitney Museum of American Art en 2012). Le Centre Pompidou à Paris lui consacre sa première rétrospective française du 11 octobre 2011 au 9 janvier 2012. L'exposition présente cent cinquante œuvres réalisées entre 1949 et 2010. Plusieurs séries majeures sont mises en avant, écrivant ainsi une archéologie du célèbre dot : tout part d'un autoportrait de 1950 où Yayoi Kusama se représente sous la forme d'un gros pois, forme qui la hante toute sa vie, à travers ses monochromes de la série Infinity net, les œuvres de la self-obliteration, ou les Infinity Mirrored Rooms qui plongent le spectateur dans un univers où tous repères s'effondrent.

### Design et mode
En 1968, l’artiste fonde la maison de couture « Kusama Fashion Company Ltd ». La première collection, composée de pantalons à pois, de robes psychédéliques et de tuniques aux influences japonisantes, reprend le leitmotiv de la « self-obliteration », et met en scène la nudité dans un esprit de paix et d'amour. Rapidement, ses créations vestimentaires, destinées au grand public, se vendent dans des grands magasins new-yorkais comme Bloomingdales.
En 1969, elle ouvre les portes de son premier magasin à New-York sur la VIe Avenue, dans lequel le tout New-York anti-conformiste se procure un vêtement au style assumé, fuyant la « médiocrité en série » ; des robes pour plusieurs personnes comme la « ménage à trois », des vêtements transparents ou découpés laissant entrevoir des zones intimes du corps, des robes de mariage gay … L’Amérique puritaine des années 1960 est heurtée par une exposition gratuite de la nudité autant que par les revendications excentriques ; la presse généraliste parle d’une « mode bizarre ».
En deçà d’une volonté d’inonder tous les domaines de la vie par son art, et alors même qu’elle arborait ses propres créations lors de ses happenings, Yayoi Kusama utilise le vêtement comme un outil de communication. Même si elle continue à produire des œuvres peintes, pendant les années 1960 l'activité de l'artiste se concentre sur le vêtement et les happenings, amplifiant sa singularité au regard d’autres artistes des avant-gardes new-yorkaises comme Warhol. Les photos qu’elle prend durant ses performances ou « défilés de mode » façonnent encore davantage son image, celle-ci faisant partie intégrante de son œuvre.
1975 marque l’année de son retour au Japon et d’une retraite médiatique. Yayoi Kusama se recentre sur sa santé, mais continue de créer des collections pour sa marque pour la femme moderne, à la fois libre et captive, stellaire et politique, belle et bizarre. C’est en 2006 qu’elle réapparaît sur la scène de la mode ; Marc Jacobs, alors directeur artistique de la maison Louis Vuitton lui propose une collaboration qu’elle accepte en apposant ses célèbres pois sur le sac Louis Vuitton Ellipse Bag. Il la sollicite en 2012 pour une seconde intervention, cette fois sur une collection capsule femme prêt-à-porter composée de vêtements, chaussures, accessoires et maroquinerie, ainsi que pour la décoration de plusieurs boutiques Louis Vuitton dispersées sur le globe.
Elle collabore également avec Lancôme pour une ligne de rouge à lèvres, ainsi que pour la création de tee-shirts pour la griffe Uniqlo.
Yayoi Kusama aborde le design, notamment avec la création de trois téléphones hybrides pour la marque « Iida » appartenant au géant japonais de télécommunication KDDI. L’un des produits, le Handbag for Space Travel, prend la forme d’un sac à main, le second, My Doggie Ring-Ring est accompagné d’une petite lanière en forme de chien, et il est couvert de pois roses. Quant au dernier, Dots obsession, Full Happiness With Dots, il est orné de pois blancs et rouges et inséré dans une boite tapissée de miroirs recouverte de pois. Chacun des téléphones est limité à 1 000 exemplaires à plus d'un million de yens (7 500 euros).
En 2012, Yayoi Kusama collabore avec Louis Vuitton Malletier. Ensemble, ils créent une collection de sacs décorés de motifs imaginés par l'artiste. Onze ans plus tard, en 2023, Louis Vuitton relance une collaboration avec l'artiste, qui a un retentissement international notamment grâce à sa campagne de publicité ; la campagne met en scène des automates grandeur nature de Yayoi Kusama en train de peindre des pois jaunes sur les vitrines des boutiques Louis Vuitton de Paris, place Vendôme, de Londres et de New York ; la campagne comporte également des sculptures géantes de l'artiste, soit debout en train de peindre des pois factices sur des façades de boutiques Louis Vuitton, par exemple celle de la rue du Pont-Neuf à Paris, soit en version gonflable géante comme sur le toit de la boutique Louis Vuitton de l'avenue des Champs-Élysées à Paris. Grâce à cette campagne, la marque met en avant sa collaboration via les réseaux sociaux, les internautes partageant les images des structures temporaires hors-normes. La collection de 2023 comprend des sacs qui comportent, en plus des monogrammes habituels, la simulation des pois de peinture de couleurs primaires ainsi que d'autres vêtements aux couleurs de Yayoi Kusama rappelant entre autres son œuvre « Pumpkin ».

## Analyse de l'œuvre

### Démarche de l'artiste
Yayoi Kusama, élevée dans une société japonaise patriarcale, incomprise de ses proches, brimée par sa mère, exprime souvent dans son travail un message anti-machiste, égalitaire et provocateur.
Pour Kusama, la peinture est une passion, mais créer est aussi opérer une catharsis des angoisses dont elle est victime. Elle dit faire de « l’art psychosomatique ». Elle crée à partir de sa maladie, de ses névroses. Elle reproduit en des centaines, en des milliers d’exemplaires ce qui l’effraie (les formes tentaculaires, phalliques, les pois qui représentent la disparition ou la mort du Moi dans l’environnement) pour se débarrasser de cet effroi. Elle parvient ainsi à exorciser ses angoisses.
Le désir de reconnaissance et le besoin d’exhorter le public à participer à ses œuvres l’incitent à passer des simples tableaux aux environnements, puis aux œuvres performatives. Yayoi Kusama est sans nul doute maîtresse de son image, et les multiples provocations et les performances interrompues par les autorités sont autant de moyens pour elle de rester sous les projecteurs, mais aussi de faire passer son message d’égalité et d’amour.

### Symboles
Plusieurs symboles se retrouvent dans l'œuvre de Yayoi Kusama. Le pois, sa marque de fabrique, est venu à elle lors de ses premières hallucinations avant d’être un « outil visuel ». Elle en recouvre tout ce qui l’entoure, même les êtres humains et les animaux dans certaines de ses performances. L’artiste exprime ainsi son concept de « self-obliteration ». Kusama craint la disparition de l’individualité, elle ne veut pas que l’être humain ne soit qu’un pois parmi d’autres pois.

« Nous sommes plus que de misérables insectes dans un univers incroyablement vaste. »

Yayoi Kusama affirme avec force que ces pois représentent la connexion entre l’Homme et la Nature. L’Homme ne ferait qu’un avec l’univers. Yayoi Kusama reproduit ces pois, fruits de sa névrose aux sens multiples, pour exprimer tantôt l’angoisse de l’oblitération de l’individualité, tantôt le désir d’oblitération afin de ne faire qu’un avec l’univers. Elle explique: « J'avais en moi le désir de mesurer de façon prophétique l'infini de l'univers incommensurable à partir de ma position, en montrant l'accumulation de particules dans les mailles d'un filet où les pois seraient traités comme autant de négatifs. […] C'est en pressentant cela que je puis me rendre compte de ce qu'est ma vie, qui est un pois. Ma vie, c'est-à-dire un point au milieu de ces millions de particules que sont les pois. »,
Le phallus et les macaronis dans les installations sont quant à eux liés au rejet par Yayoi Kusama du sexe et, par extension, du machisme et de la position de l’homme dans la société ; mais aussi de la société de consommation de masse. L’enfance de l’artiste, la volonté que sa mère avait de la marier, les frasques adultères de son père ont sans doute éveillé chez elle une méfiance à l’égard du sexe et des relations intimes. Accumulation #1, par exemple, présente un fauteuil recouvert de protubérances qu’elle a cousues à la machine et remplies de tissus. De nombreux objets connaîtront le même sort, souvent en lien avec un univers caricaturalement féminin.
La notion d'infini est un fil conducteur dans toute l’œuvre de Yayoi Kusama. Les miroirs démultiplient l’espace, les pois colonisent l’espace sans limites et annihilent les frontières entre l’homme et son environnement, les échelles lumineuses n’ont ni début ni fin. Yayoi Kusama combat le mal par le mal : les gestes minimaux, qu’elle répète systématiquement dans ses toiles, sont un remède pour soigner les obsessions hallucinatoires qui l’envahissent.
Le féminisme est parfois présent dans ses œuvres de façon critique ou symbolique. Dans certains de ses happenings dont les revendications sont sociales, libertaires, ou pacifistes, elle fait passer un message pour l’égalité homme-femme. Ces performances sont l’occasion de distribuer des tracts et de transmettre des idées avant l’arrivée de la police. D’autres happenings, réalisés en intérieur et intitulés « Orgies », traitent de la liberté sexuelle. « La nudité est la seule chose qui ne coûte rien » selon Kusama. Ce sujet est récurrent, tant pour parler de liberté sexuelle que pour dénoncer une société de surconsommation.
Yayoi Kusama est fascinée par la capacité des médias à faire circuler rapidement ses idées, ses images. Elle s’assure de la présence de la presse à ses happenings, et elle est toujours consciente du pouvoir des journalistes. L’artiste joue de son image de femme malade, mais en réalité elle maîtrise ce que les médias reflètent d’elle et elle est consciente de son image. Les photographies qui présentent ses happenings la montrent toujours au premier plan, elle occupe la première place. Ainsi, Yayoi Kusama conçoit son corps et son image comme un support artistique, un instrument de dénonciation, mais aussi un outil de communication.

## Publications

### Écrits
Kusama est l’autrice de 19 romans dont le premier, qui s’intitule « Manhattan suicide addict », est publié en 1978.
Elle est également l’autrice de recueils de poèmes, de musiques, de paroles de chansons, et d’un magazine, Kusama Orgy, qui retrace ses happenings et expose sa philosophie. Parmi ses œuvres, ont été éditées en France :
- Performance et environnement, Dijon, Les Presses du réel, 2001
- Manhattan suicide addict, Dijon, Les Presses du réel, 2005  (ISBN 978-2-84066-115-3)
- Mirrored Years, Dijon, Les presses du réel, 2009  (ISBN 978-2-84066-312-6)
- Oblitération Room, Brisbane, 2011

Elle a illustré Les Aventures d'Alice au pays des merveilles de Lewis Carroll.
Son autobiographie de 2002 Infinity Net contient plusieurs passage racistes pour lesquelles elle s'excuse en 2023.

### Catalogues d'expositions
- Yayoi Kusama : Exposition Le Consortium Dijon, Maison de la culture du Japon Paris, Kunsthalle Brandts Klaeedefabrik Odense (Danemark), Les Abattoirs Toulouse, Artsonje Center Seoul, Artsonje Museum Kyongju (Korea) 2000-2002, Les presses du réel, 2001, 287 p. (ISBN 978-2-913387-03-4)

## Œuvres
- Les Tulipes de Shangri-La, Lille
- Dots obsessions (obsessions de pois) : Infinity Mirrored Room
- Infinity Mirror Room Fireflies on Water, musée des beaux-arts de Nancy
- Infinity Mirrored Room – A Wish for Human Happiness Calling from Beyond the Universe, musée Guggenheim de Bilbao
- Flower obsession
- Pumpkin
- Ladder, Des Moines Art Center
- My Flower Bed, musée national d'art moderne
- Narcissus garden[26]

## Prix et reconnaissance
En 1972, elle est incluse dans Some Living American Women Artists, un collage féministe de Mary Beth Edelson.
Elle a reçu de nombreuses distinctions au Japon et à l'étranger, dont :
- 2001 : prix Asahi
- 2003 : ordre des Arts et des Lettres (France)
- 2006 : Praemium Imperiale catégorie peinture, délivré par l'association japonaise des beaux-arts[5]